# تپه قمچی
تپه قمچی مربوط به دوره ساسانیان - دوره اشکانیان است و در شهرستان مشگین‌شهر، بخش ارشق، دهستان ارشق شمالی، روستای قمچی قیه سی واقع شده و این اثر در تاریخ ۷ خرداد ۱۳۸۷ با شمارهٔ ثبت ۲۲۹۳۰ به‌عنوان یکی از آثار ملی ایران به ثبت رسیده است.